# Робертс, Карадог
Карадог Робертс (англ. Caradog Roberts, валл. Caradog Roberts; 30 октября 1878, Росланерчрагог, Соединённое королевство Великобритании и Ирландии — 3 марта 1925, Рексем, Великобритания) — британский валлийский композитор, органист и хормейстер.

## Биография
Родился в Росланерчрагоге 30 октября 1878 года в семье Джона и Маргарет Робертсов. Музыкальный талант проявился в нём рано. С детства участвовал в конкурсах на валлийских фестивалях — эйстетводах и неоднократно побеждал.
Обучился игре на фортепиано и органе. С 1894 по 1903 год был органистом в Минидд-Зеонской конгрегационалистской церкви в деревне Понсио. В 1903 году получил место органиста в Бетлехемской конгрегационалистской церкви в Росланерчрагоге, и занимал эту должность до самой смерти. Защитил степени в 1906 году бакалавра музыки и в 1911 году доктора музыкальных искусств, обе в Оксфордском университете. С 1914 по 1920 год возглавлял кафедру музыки в Бангорском университете.
Робертс был одним из редакторов «Y Caniedydd Cynulleidfaol Newydd» (1921) — гимна Валлийской независимой церкви, а также «Caniedydd Newydd yr Ysgol Sul» (1930) — гимна воскресной школы Валлийской независимой церкви.
Композитор был автором и аранжировщиком многочисленных гимнов, ряд из которых вошёл в сборник валлийских торжественных песен. Среди самых известных его сочинений — гимны «Рахи» и «На память», последний стал данью уважения автора валлийскому композитору и дирижёру Гарри Эвансу. Робертс умер в Рексеме 3 марта 1935 года и был похоронен на кладбище Росланерчрагога.

## Аудиозаписи
- Caradog Roberts. «Rachie» — Карадог Робертс. Валлийский гимн «Рахи» на слова Генри Ллойда в исполнении хора «Морристон Орфеус».